# Collapse into Now
Albums de R.E.M.
Live at The Olympia in Dublin
(2009) Part Lies, Part Heart, Part Truth, Part Garbage 1982–2011
(2011)
Collapse into Now est le quinzième et dernier album studio du groupe de rock américain R.E.M.. Collapse into Now retrouve des sonorités folk et rock alternatif selon les morceaux. On retrouve aussi sur une ou deux compositions, des influences de Life Rich Pageant, album datant de 1986. L'album a été enregistré et produit par Jacknife Lee, déjà crédité sur Accelerate.
Ce disque, assez court (41 min), est porté par les guitares électriques ou acoustiques de Peter Buck sur lesquelles se place la voix de Michael Stipe. Depuis le départ en 1998 de Bill Berry du groupe pour raisons médicales, le volume de la batterie a été réduit.
Plusieurs amis et grands musiciens font une brève apparition sur certains morceaux. C'est le cas de Patti Smith et Lenny Kaye (guitariste de Patti Smith), ou d'Eddie Vedder, chanteur du groupe Pearl Jam.

## Liste des pistes
| 1.    | Discoverer                                            |  |
| 2.    | All the Best                                          |  |
| 3.    | ÜBerlin                                               |  |
| 4.    | Oh My Heart                                           |  |
| 5.    | It Happened Today (avec Eddie Vedder)                 |  |
| 6.    | Every Day Is Yours to Win                             |  |
| 7.    | Mine Smell Like Honey                                 |  |
| 8.    | Walk It Back                                          |  |
| 9.    | Alligator Aviator Autopilot Antimatter (avec Peaches) |  |
| 10.   | That Someone is You                                   |  |
| 11.   | Me, Marlon Brando, Marlon Brando and I                |  |
| 12.   | Blue (avec Patti Smith)                               |  |
| 41:43 |                                                       |  |